# 고틀란드시

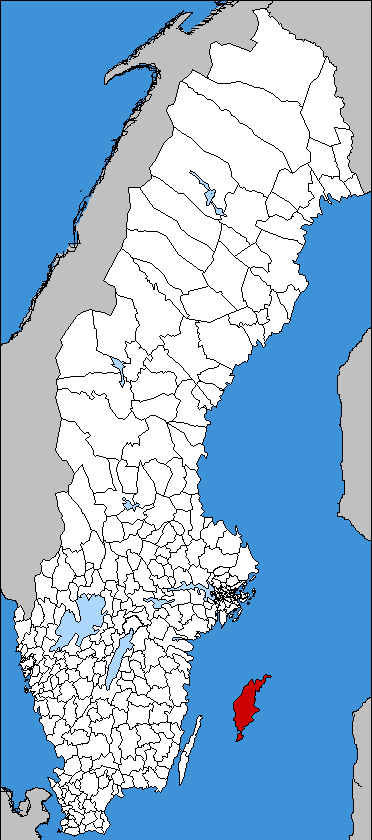
고틀란드 시의 위치

고틀란드시(스웨덴어: Gotlands kommun)는 스웨덴 고틀란드주의 지방 자치체로 행정 중심지는 비스뷔이며 면적은 15,241.07km2, 인구는 57,498명(2016년 6월 30일 기준), 인구 밀도는 3.8명/km2이다. 고틀란드섬에 위치한다.

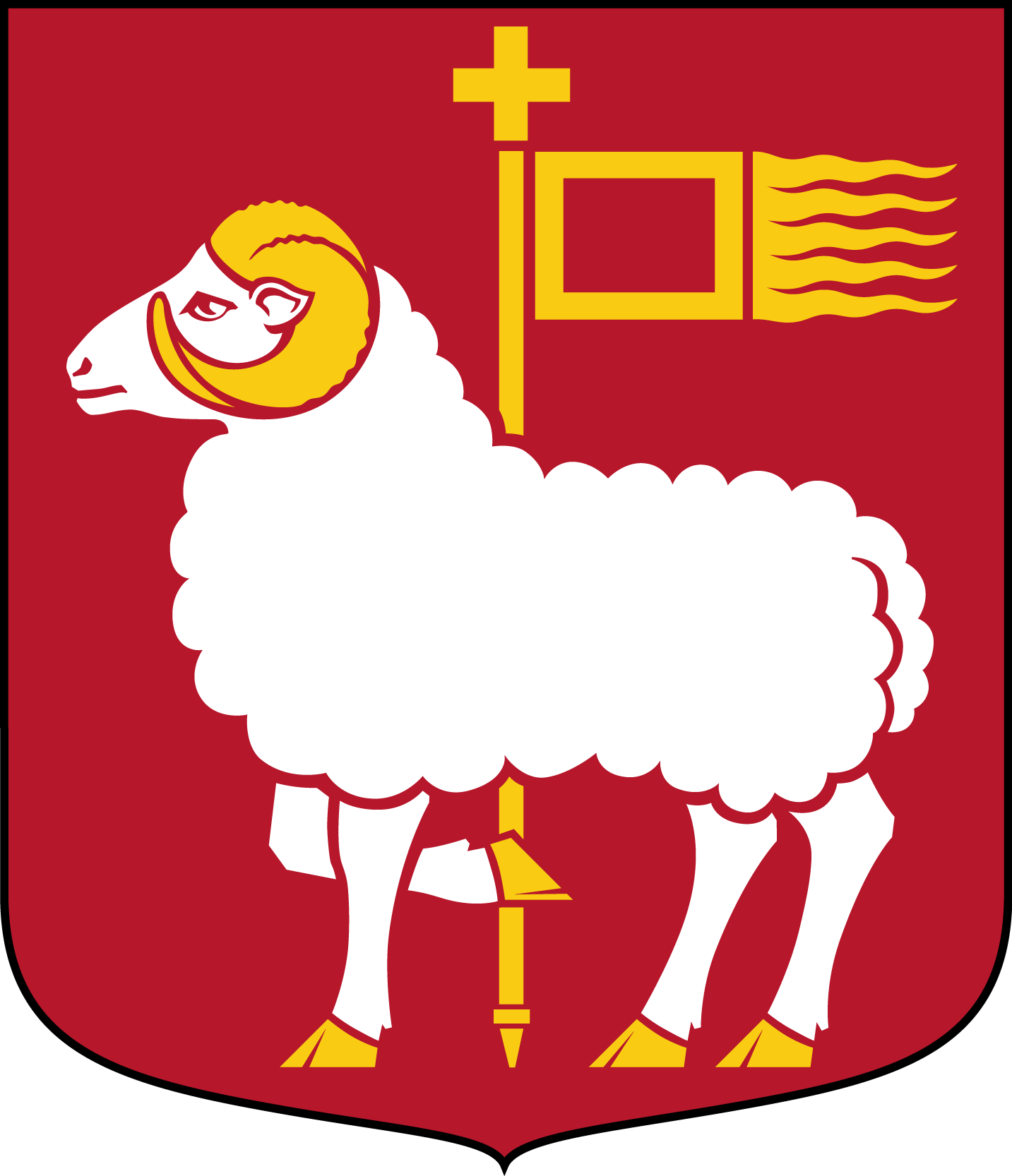
시 문장

## 같이 보기
- 스웨덴의 정치